# Phanerophlebia umbonata
Phanerophlebia umbonata es un helecho miembro de la familia Dryopteridaceae. Esta especie también se puede encontrar bajo el nombre de Cyrtomium umbonatum.

## Clasificación y descripción
Rizoma: corto y rastrero hasta ascendente, con escamas de color café;  frondes: de 40 a 90 cm de largo; pecíolo: de 1/3 a 1/2 del largo de la fronda, de color paja, con algunas escamas que pueden ser caducas; lámina: pinnada, de forma ovada a ovado-lanceolado, de 13 a 50 cm de largo; raquis: con escamas torcidas que pueden parecer pelos; pinnas: de 7 a 18 pares, usualmente de forma linear-lanceolada o falcada pero a veces ovado-oblongas, los márgenes son espinulosos-aserrados; soros: acomodados en dos o tres series en la parte inferior (abaxial) de las pinnas; indusio: de forma redondeada, firme, de color café claro.

## Distribución
Solo el sur de Estados Unidos (Texas) y algunos estados de México (Nuevo León, Chihuahua, Coahuila, Tamaulipas, San Luis Potosí y Querétaro).

## Hábitat
Es terrestre, habitante de cañones y cañadas con humedad y protección del sol, en bosques de encino y pino, aunque a veces se puede encontrar en matorral.

## Estado de conservación
En México no se encuentra en ninguna categoría de protección de la NOM059. Tampoco está en alguna categoría en la lista roja de la IUCN (International Union for Conservation of Nature). Ni en CITES (Convención sobre el Comercio Internacional de Especies Amenazadas de Fauna y Flora Silvestres).